# ¡Hello Friends!
¡Hello Friends! (sottotitolo Jack Dangers plays with the records of Tino Corp.) è una compilation di Jack Dangers con musiche prodotte da lui stesso e da Ben Stokes.

## Tracce
1. Loop Finder General: "Shave My Head" - 4:00
2. Tino: "Tropical Soul/Tino's Beat" - 3:38
3. Tino: "Christmas In Hawaii" - 2:48
4. Tino: "Exercise For The Left Hand" - 2:43
5. Tino: "Mambothon" - 7:02
6. Tino: "Kick It Dub" - 4:09
7. Bo Square: "Numbers" - 5:45
  - Prodotto da: Mike Powell
8. Tino: "D.U.B. Dub" - 3:05
9. Tino: "Toasted Dub" - 4:15
10. Tino: "Elegant Dub" - 3:40
  - Prodotto da: Mike Powell
11. Tino: "Ritmos Latinos" - 3:48
12. Meat Beat Manifesto: "Structures" - 4:17
13. Tino: "La Tino Beat" - 2:56
14. DHS: "House Of God (Jack Dangers Mix)" - 2:42
  - Remix di: Jack Dangers
15. DHS: House Of God (DHS Mix)" - 6:57

- Nel CD è incluso anche un video in formato .mov:
  - Ben Stokes: "Tino's Factory Video" - 3:34